# Internacia Esperanto-Ligo

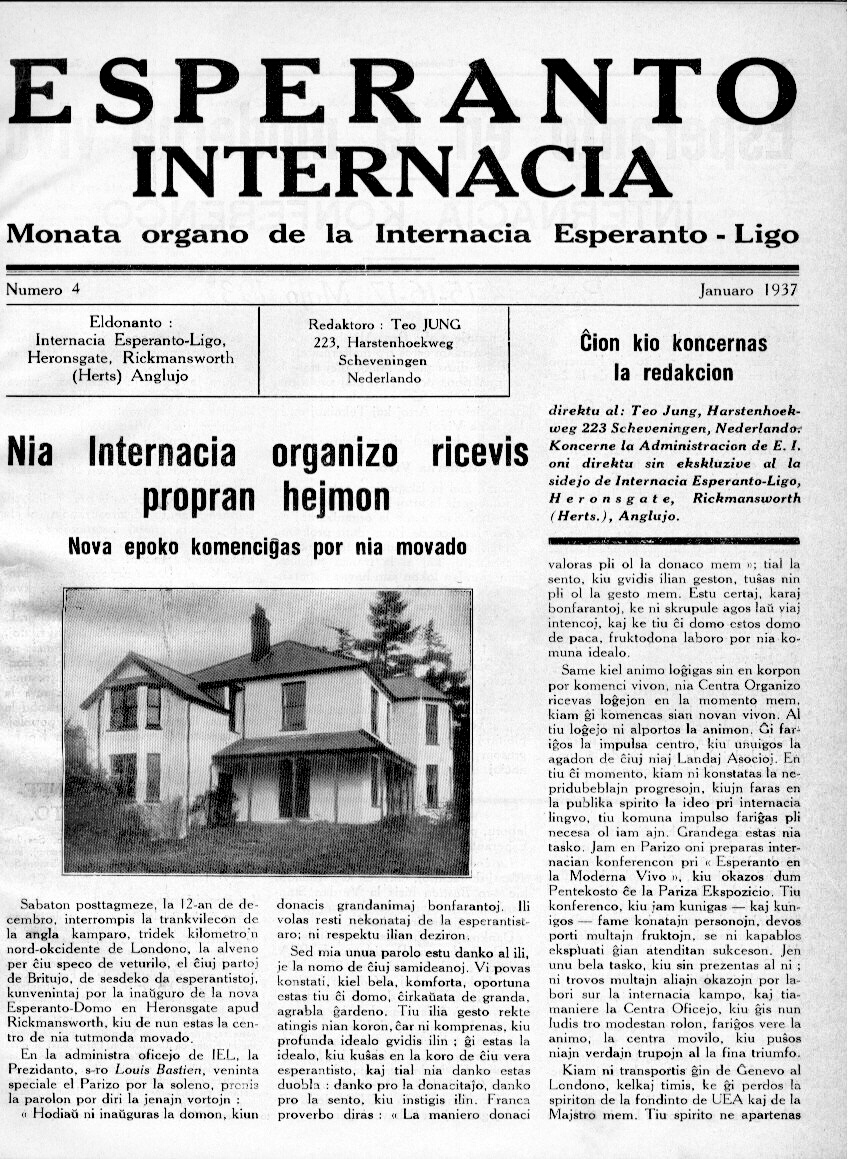
Esperanto Internacia, Januar 1937, mit dem Büro in Heronsgate bei London

Die Internacia Esperanto-Ligo oder Internationale Esperanto-Liga war von 1936 bis 1947 die größte und wichtigste neutrale Esperanto-Vereinigung. 1947 ging sie in den Esperanto-Weltbund UEA auf.

## Vorgeschichte
Als der Esperanto-Weltbund 1908 gegründet wurde, stellte sich die Frage nach der Zusammenarbeit mit den nationalen Esperanto-Vereinigungen. Diese sahen im Weltbund einen Konkurrenten, der ihnen die aktiven Mitglieder weglocken würde. Ein lockerer Zusammenarbeitsvertrag von 1913 hatte eher symbolischen Charakter.
Von 1923 bis 1932 funktionierte das System von Helsinki, das auf dem Weltkongress in der finnischen Hauptstadt 1922 beschlossen worden war. Weltbund einerseits und nationale Verbände andererseits zahlten den Mitgliederzahlen entsprechend Beiträge und bestimmten die Angehörigen eines Internationalen Zentralkomitees. Dieses Komitee entschied über die Verwendung der Gelder für allgemeine Aufgaben der Esperanto-Bewegung, wie die Lobbyarbeit bei internationalen Organisationen.
Die meisten nationalen Verbände kündigten die Zusammenarbeit 1932 auf, da sie auf größere Mitbestimmung aus waren. Nach heftigen Auseinandersetzungen wurde auf dem Weltkongress 1933 in Köln eine „neue UEA“ vereinbart. Der Weltbund wurde zum Dachverband, die nationalen Verbände zahlten ihren Beitrag und entsandten ihre Vertreter in den Verbandsrat des Weltbundes – die weitaus meisten, daneben saßen im Verbandsrat noch einige Vertreter von Mitgliedern in Ländern ohne Landesverbänden sowie kooptierte Verbandsratsmitglieder.
1936 sah sich der Vorstand aus finanziellen und personellen Gründen gezwungen, den Vereinssitz von Genf nach London zu verlegen. Einige Schweizer Mitglieder protestierten dagegen erfolgreich beim Genfer Amtsgericht und verzögerten den Umzug so lange, bis der Vorstand aufgab und den Weltbund verließ. Mit ihm gingen die meisten Mitglieder und Landesverbände in die neu gegründete Internationale Esperanto-Liga (IEL). Der Weltbund (so genannte Genfer UEA) verkümmerte zu einem Schattendasein.

## Arbeit der IEL
Die IEL hatte ihr Büro einige Monate beim Britischen Esperanto-Bund in London und zog noch vor dem Jahresende 1936 in eine Villa in Heronsgate bei London. Dort überstand die Vereinigung unter dem Generalsekretär Cecil C. Goldsmith den Krieg. Sie organisierte die Esperanto-Weltkongresse von 1937, 1938 und 1939.
Nach dem Zweiten Weltkrieg sah die Führung der Genfer UEA ein, dass es neben der erfolgreichen IEL keine Zukunft gab. So kam es 1947 auf dem ersten Nachkriegskongress zur Vereinigung mit der IEL unter dem traditionellen Namen Universala Esperanto-Asocio.

## Landesverbände
Noch 1936 traten der IEL die Esperanto-Verbände in folgenden Ländern bei: Österreich, Frankreich, Belgien, Dänemark, Norwegen, Polen, Niederlande, Nordamerika (USA und Kanada), Brasilien, Japan und Tschechoslowakei. Später kamen hinzu:
- 1937: Italien (mit einem Sonderstatus) und Ungarn (zuvor nicht in der UEA)
- 1938: Schweiz (die letzte zuvor in der UEA verbliebene Vereinigung), Griechenland, Jugoslawien
- 1939: Finnland

Während und nach dem Krieg schlossen sich (wieder) an:
- 1942: Australien
- 1945: Marokko
- 1946: Argentinien, Bulgarien, Tschechoslowakei, Italien, Jugoslawien